# Staelia hatschbachii
Staelia hatschbachii är en måreväxtart som beskrevs av Joseph Harold Kirkbride. Staelia hatschbachii ingår i släktet Staelia och familjen måreväxter. Inga underarter finns listade i Catalogue of Life.